# London Beer Flood
Il London Beer Flood (in lingua inglese significa "inondazione di birra di Londra"), noto anche come Great Beer Flood of London ("grande inondazione di birra di Londra"), è stato un incidente avvenuto lunedì 17 ottobre 1814 nel distretto di St. Giles in the Fields, a Londra. Verso le 17:30 una grossa cisterna del birrificio Horse Shoe Brewery (sito al numero 269 di Tottenham Court Road e all'epoca gestito da Meux and Company di Sir Henry Meux) contenente oltre mezzo milione di litri di birra collassò, provocando la rottura di altre cisterne in un effetto domino. Circa un milione e mezzo di litri di birra sfondarono la parete dell'impianto e si riversarono per strada, distruggendo due abitazioni e un pub e causando la morte di almeno otto persone sul colpo, e una nona nei giorni successivi per intossicazione alcolica.

## Birrificio
La Horse Shoe Brewery era un birrificio presente dal 1764 all'intersezione della parte meridionale di Tottenham Court Road e Oxford Street rappresentava uno dei principali fornitori di birra dell'area. Il proprietario al momento del disastro, Sir Henry Meux, che sarà successivamente nominato baronetto nel 1831 e padre di un futuro membro del parlamento Henry Meux che portava il suo stesso nome, era figlio di Richard Meux, che aveva comprato con Mungo Murray la Jackson's Brewery di Mercer Street nel 1757. Distrutta quest'ultima dalle fiamme, nel 1763 i due partner avevano comprato come nuova sede dell'attività la birreria Griffin in Liquorpond street, attualmente Clerkenwell Road. Nel 1780 Murray aveva abbandonato l'impresa e a lui era subentrato tredici anni dopo il nuovo socio, Reid, originando quella che sarebbe divenuta la Reid, Meux and Co. Nel 1797 il primogenito Richard Meux jr era a sua volta entrato nell'impresa tre anni prima che il padre si ritirasse. Negli anni successivi si erano aggiunti gli altri figli di Richard Meux sr: il secondogenito Henry e il terzogenito Thomas. Nel 1807, tuttavia, Henry aveva abbandonato l'azienda di famiglia dopo una disputa e aveva rilevato la Horse Shoe Brewery, all'epoca attività di piccole dimensioni, il cui logo del ferro di cavallo era divenuto poi parte anche di quello della nuova gestione.
In quegli anni il mercato londinese della birra porter era in rapida trasformazione, come dimostrano anche i frequenti cambi di proprietà, ed in particolare in rapida espansione soprattutto dalla fine del Settecento, quando la guerra con la Francia aveva determinato un aumento delle tasse sul malto maggiore di quelle sul luppolo, sfavorendo il consumo di pale ales (ovvero birre chiare e dolci) a vantaggio di birre più scure ed amare. All'inizio dell'Ottocento il settore vedeva quindi grandi capitali investiti nei decenni precedenti.
All'epoca era frequente che le birrerie cittadine sfruttassero lo spazio disponibile in verticale per costruire nuove porter vats o casks (cisterne o botti) sempre più alte e larghe che permettessero di contenere più birra; una tendenza tanto diffusa che costruire grandi cisterne era divenuta fra le birrerie della città una sorta di gara. Come si può leggere sul Times del 1º aprile 1785, riferendosi proprio alla birreria della famiglia Meux in Liquorpond street:
(The Times, 1º aprile 1785)
La cisterna maggiore posseduta da Meux nella sua nuova birreria era invece più piccola: era alta oltre 22 piedi (circa 6,7 metri), tenuta assieme da 29 cerchi di ferro ma dalla capacità di circa 3 150 barili britannici (512 000 litri)  di birra. Secondo altre fonti la capacità era invece di 3 750 barili britannici (poco più di 610 000 litri), mentre una fonte del 1815, ripresa da altri autori, riporta "approssimativamente 3 500 barili".

## Incidente
Verso le 16:30 del 17 ottobre 1814 un impiegato del birrificio, George Crick, aveva notato che un cerchio metallico da circa 300 chilogrammi di una cisterna in legno contenente oltre 500 metri cubi di porter si stava allentando, ma il principale non riteneva che ciò costituisse un problema, visto quanto spesso era già accaduto, e aveva pianificato la riparazione in un secondo momento.
Poche ore dopo, verso le 18:00, uno dei cerchi della botte cedette, e la botte esplose facendo a sua volta collassare altre cisterne e barili di birra, fra cui una seconda da circa 400 metri cubi. In totale, un'onda stimata fra 1 300 e 1 500 metri cubi si abbatté sulla zona circostante, nelle strade di New street e George street.
Il birrificio si trovava nella parte povera di St. Giles, una zona sostanzialmente priva di pendenza naturale e senza un sistema di scolo, caratterizzata da una grande densità abitativa di piccole case nelle quali vivevano ammassate intere famiglie. Le piccole abitazioni circostanti si allagarono pertanto rapidamente: l'ondata distrusse un muro in mattoni nei paraggi, alto oltre sette metri, intrappolando tra le macerie Eleanor Cooper, giovane impiegata del Tavistock Arms Pub. In pochi minuti George Street e New Street vennero investite dall'onda, che travolse senza risparmiarle anche una madre e sua figlia mentre cenavano in un appartamento in Russell Street e sommerse un locale nel quale una trentina di persone erano riunite per una veglia funebre, uccidendone cinque. Vi furono anche alcuni sopravvissuti: tre dei lavoratori della birreria per esempio furono salvati dai colleghi, mentre un pollivendolo di nome Goodwin finì trascinato, assieme alla sua famiglia con la quale stava cenando, da un lato all'altro della propria casa finendo indenne in strada fuori dalla porta del suo negozio. Alla fine, due giorni dopo l'incidente, furono accertati otto decessi per annegamento o per traumi legati all'incidente.
Le bare di tre vittime furono esposte in un cortile, e in una sala in prossimità del luogo del disastro fu allestita una camera ardente con cinque bare, sorvegliata da due agenti; le spese funebri furono sostenute con le offerte dei passanti.

### Vittime accertate
Le vittime accertate dirette dell'incidente furono le seguenti:
| Nome             | Età   |
| ---------------- | ----- |
| Ann Saville      | 53    |
| Eleanor Cooper   | 15–16 |
| Hannah Bamfield  | 4     |
| Catherine Butler | 63    |
| Elizabeth Smith  | 27    |
| Mary Mulvey      | 30    |
| Thomas Mulvey    | 3     |
| Sean Duggins     | 29    |

## Conseguenze del disastro
La birreria fu citata in giudizio, ma il disastro venne classificato dalla giuria e dal giudice come Act of God (disastro imprevedibile), per il quale non erano previste responsabilità. La compagnia ebbe difficoltà a sostenere le conseguenze economiche del disastro, con un crollo delle vendite e il capitale perso con la perdita della birra nell'incidente ma, grazie anche ad un condono per 7 000 sterline di tasse dovute sulla birra perduta, l'impresa riuscì a mantenere l'attività.
Passata al figlio di Meux nel 1841, la birreria è stata demolita nel 1922 e oggi una porzione dello spazio precedentemente parte dall'impianto è occupata dal Dominion Theatre. Una taverna del luogo dal 2012 commemora l'evento il 16 ottobre.